# Izabella Cywińska
Maria Izabella Cywińska-Michałowska, née le 25 mars 1935 à Kamień (voïvodie de Lublin) et morte le 23 décembre 2023, est une réalisatrice et une scénariste polonaise, active dans le théâtre, le cinéma et la télévision. Elle libère le théâtre de la main-mise politique, et fonde un nouveau théâtre libre et démocratique. Elle est ministre de la Culture et des Arts, de septembre 1989 à janvier 1991, dans le gouvernement de Tadeusz Mazoviecki.

## Biographie

### Origines et formation
Elle se forme à l'École supérieure d'État de théâtre de Varsovie, et à l'université de Varsovie en ethnographie.

### Carrière théâtrale
En 1969, elle devient directrice du Théâtre de Kalisz. Dès 1973, elle dirige le Nouveau Théâtre de Poznań, jusque 1989. De 2008 à 2011, elle est directrice artistique au Théâtre Ateneum (Varsovie)

### Réalisatrice
Elle réalise de nombreuses pièces de théâtre pour la télévision, ainsi que des téléfilms.

### Vie politique
Pendant la loi martiale, elle est incarcérée pendant plusieurs mois à la suite de la mise en scène de la performance « Accused: June fifty-six ».
- Du 12 septembre 1989 au 14 décembre 1990, ministre de la Culture et des Arts (Solidarność) au sein du Gouvernement Mazowiecki
- De 1990 à 1994, elle est présidente de la Fondation pour la culture
- En 1992-1994, elle siège au Conseil de la culture de Pologne[4]
- En 2013, elle est faite citoyenne d’honneur de la ville de Poznań.

### Décès
Piotr Kruszczyński, directeur du nouveau Théâtre de Poznań, annonce la mort d'Izabella Cywinska le 23 décembre 2023, à l'âge de 88 ans.

## Filmographie
réalisatrice et scénariste
- 2005 : Boza podszewka. Czesc druga (série télévisée)
- 2005 : Kochankowie z Marony
- 1997 : Boza podszewka (série télévisée)

réalisatrice
- 2000 : Cud purymowy

## Décorations
- Médaille d'or du Mérite culturel polonais Gloria Artis (2005)
- Officier de l'ordre Polonia Restituta (2011)